# Joseph-Henri Altès (Degas)
Joseph-Henri Altès est un tableau peint par Edgar Degas en 1868. Il mesure 27 cm de haut sur 21,6 cm de large. Il est conservé au Metropolitan Museum of Art de New York.

## Contexte, description et analyse
Le tableau, une huile sur toile de 27 cm de hauteur sur 21,6 cm de largeur, peint en 1868 par Edgar Degas, est un portrait du flûtiste de l'Opéra de Paris Joseph-Henri Altès, réalisé à la même époque que les autres portraits individuels des musiciens comme celui du bassoniste Désiré Dihau, de sa sœur Marie Dihau au piano, du violoncelliste Louis-Marie Pilet ou du guitariste Lorenzo Pagans, qui précèdent le « portrait de groupe », L'Orchestre de l'Opéra.